# Vorona berivotrensis
Vorona berivotrensis — викопний вид птахів з крейдяного періоду.

## Опис
Викопний вид з крейдяних відкладень Мадагаскару (виявлений у формації Maevarano Formation біля поселення Berivotra, провінція Махадзанга). Вік знахідки (екземпляри UA 8651, і FMNH PA715) близько 70 — 83 млн років.

## Систематика
Вид Vorona berivotrensis є єдиним видом роду Vorona. Філогенетичні зв'язки важко визначити через фрагментарний характер скам'янілих останків. У цього виду поєднуються як примітивні пташині особливості, так і більше прогресивні. Vorona могла б бути примітивним орнітоморфом (Ornithuromorpha, †Euornithiformes, †Concornithidae). Цей вид викопних птахів іноді плутають з дромеозавром Rahonavis ostromi, чиї останки були знайдені в тих же місцях.
Назва утворена від vorona, що малагасійською мовою означає «птах».